# China UnionPay

UnionPay dans le monde

CUP pour China UnionPay (en chinois : 中国银联), parfois désigné par UnionPay est un organisme regroupant 175 banques ou institutions financières chinoises. Il a été fondé en mars 2002.

## Historique
Le 30 novembre 2012, China UnionPay a officiellement lancé UnionPay International Corporation Limited (UnionPay International) une filiale qui gère le développement de son activité à l'international.

## Utilisation dans le monde
En 2013, les cartes de paiement CUP sont acceptées, en dehors de la Chine, dans 141 pays dont l'Allemagne, les États-Unis, le Canada et le Japon ainsi qu'en France (aéroports et hôtels ainsi que certains établissements renommés) .
Elles sont notamment acceptées en France depuis avril 2006 par l'intermédiaire des réseaux du groupe Crédit agricole (en paiement et retrait), de la Caisse d'épargne (en retrait) et depuis juin 2008 du Groupe Banque populaire (en paiement) ainsi que le Crédit Mutuel. Les magasins Printemps sont un des premiers grands magasins à accepter cette carte chinoise .
En 2017, à la suite d'un accord conclu en novembre 2016, le groupe Louvre Hotels, connu pour ses marques Campanile, Kyriad, etc., accepte les cartes de paiement China Union Pay.  
Le développement d'UNION PAY est aussi lié à l'essor de l'économie chinoise et aux nombreux séjours à l'étranger effectués depuis des années maintenant par les Chinois aisés, désireux de voyager en Europe, par exemple. 
Ainsi, le nombre de touristes chinois en France est évalué en hausse pour les années à venir et devrait atteindre 5 millions en 2020, selon les estimations des spécialistes.   
Fin 2017, le nombre de détenteurs de cartes C.U.P. est supérieur à 1,5 milliard, les membres de la diaspora chinoise recherchant cette carte, pour leurs transactions avec leur famille ou avec des commerçants établis en Chine.
Les cartes UnionPay ne sont pas réservées aux banques chinoises. Par exemple, la Sacombank, société bancaire vietnamienne, émet aussi des cartes UnionPay.
En 2020, China Union Pay est acceptée dans 180 pays et est émis dans environ 40 pays.
En 2023, le nombre total estimé de détenteurs de cartes Union Pay, dans le monde est de plus de 5 milliards et le réseau mondial de commerçants acceptant ces cartes est de plus de 70 millions.  